# Kanton Helfta
Der Kanton Helfta war eine Verwaltungseinheit im Distrikt Halle des Departements der Saale im napoleonischen Königreich Westphalen. Hauptort des Kantons und Sitz des Friedensgerichts war Helfta in heutigen Landkreis Mansfeld-Südharz. Der Kanton umfasste zehn Gemeinden und mehrere Weiler, war bewohnt von 3700 Einwohnern und hatte eine Fläche von 2,13 Quadratmeilen. Er ging aus dem magdeburgisch-mansfeldischen Amt Leimbach hervor.
Die zum Kanton gehörigen Ortschaften waren:
- Helfta
- Hedersleben
- Dederstedt
- Oberrißdorf
- Unterrißdorf
- Erdeborn
- Lüttchendorf
- Hornburg
- Wolfrode
- Bischofsrode